# 프레디 산체스
프레더릭 필립 "프레디" 산체스 주니어(Frederick Phillip "Freddy" Sanchez, Jr., 1977년 12월 21일 ~ )는 미국의 메이저 리그 베이스볼 2루수로, 가장 최근에 뛰었던 팀은 샌프란시스코 자이언츠이다. 이전에 보스턴 레드삭스, 피츠버그 파이리츠에서도 선수 생활을 하였으며, 우투우타이다.

## 고등학교와 대학 시절
1996년 산체스는 자신이 3년간 대학 선수였던 캘리포니아주 버뱅크에 있는 버뱅크 고등학교를 졸업하였다. 자신의 시니어 해에 그는 CIF의 풋힐 리그의 MVP로 임명되었다. 그는 또한 자신이 MVP 명예를 얻은 데일리 뉴스 버니 밀리건 올스타 경기에서도 활약하였다. 고등학교 수학 중에 그는 전 동료선수 잭 윌슨과 똑같은 리그 팀에서 활약하였다. 그는 버뱅크 고등학교의 30번째 라운드에서 애틀랜타 브레이브스에 의하여 드래프트되었으나, 계약하지 않도록 선택되었다.
산체스는 안짱다리의 왼발과 내반족 오른발과 태어났고, 그의 부모는 그가 절대 걷지 않을 것으라는 시초의 의료 예후를 받았다. 로스앤젤레스의 어린이 병원에서 어린이 정형외과 센터를 통하여 전문적 주치의를 찾은 후에 그는 13개월에 자신의 발 문제를 수정하는 수술을 받고, 그러고나서 자신이 똑바로 걷기 전에 물리요법의 세월을 받아야 했다.
산체스는 1981년 이래 대학의 첫 플레이오프 출현이기도 하던 서부 주립 대회에서 자신이 팀을 합동 선수권으로 이끈 글렌데일 커뮤니티 칼리지에서 2년을 수학하였다. 그는 주니어로서 자신이 NAIA 칼리지 월드 시리즈에서 활약한 댈러스 침례교회 대학교로 옮겼다. 자신의 시니어 해에 그는 자신이 NZIA 올스타로 임명된 오클라호마시티 대학교로 옮겼다.

## 경력

### 마이너 리그에서 메이저 리그로
2000년 드래프트의 11번째 라운드에서 선택된 후에 산체스는 원래 보스턴 레드삭스의 스카웃 어니 제이컵스에 의하여 계약이 맺어졌다. 그해의 시즌에서 그는 싱글 A의 로얼과 오거스타 사이에 한해를 분리하였다. 로얼을 위하여 .288점을, 오거스타를 위하여 .301점을 쳤다. 그는 자신이 .339점의 레드삭스 마이너 리그 시스템 최고 기록을 친 싱글 A 사라소타를 위해 활약하면서 2001년을 시작하였다. 그는 자신이 .326점 위로 잘 친 더블 A 트렌턴으로 빠르게 올라갔다.
2002년 8월 2일 산체스는 트리플 A 포터켓으로부터 소집되고 탬파베이 레이스를 상대로 8월 10일에 레드삭스를 위한 자신의 메이저 리그 데뷔를 하였다. 그는 대타자로 나서 2점의 단타와 함께 2루를 위한 1루로 갔다. 2003년 시즌은 그가 레드삭스와 포터켓 사이에 후위와 전방을 선택하는 것을 보았다. 그해의 이적 최종 기한에서 산체스는 투수들 제프 서팬, 브랜든 라이언과 다나스타시오 마르티네스를 위한 복귀에 피츠버그 파이리츠로 이적되었고, 트리플 A 내슈빌로 지정되었다. 거기서 그는 발목 부상을 입어 3개의 경기만에서 활약하였다.
산체스는 발목 부상으로 인하여 2004년 시즌의 대부분을 장애자 명단에 올려지면서 보내고 7월까지 선수 생활을 하지 않다가 9월에 메이저 리그 등록부에 가입하였다.

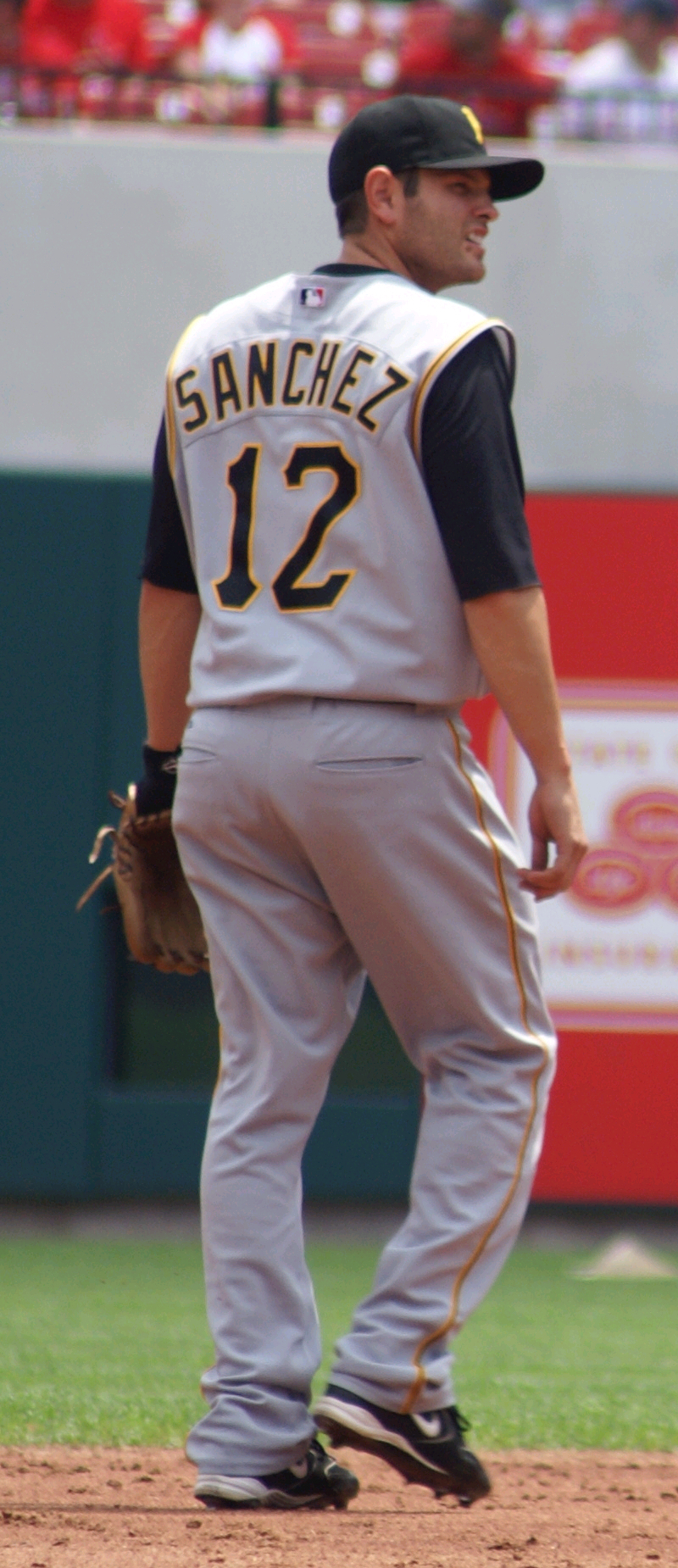
2007년의 산체스

### 피츠버그 파이리츠:발진과 타구 타이틀

#### 2005년
2005년은 메이저 리그의 산체스의 처음으로 완전한 시즌이었다. 그는 예비 내야수로서 시즌을 시작하였으나 부상과 다른 선수들에 의한 부족한 상연으로 팀의 경기의 대다수에서 활약하고 말았다. 그는 132개의 경기에 나오고 100개의 출발(39개의 2루수, 6개의 유격수와 55개의 3루수)을 만들어 5개의 홈런과 35개의 타점과 함께 .291점의 타구 평균을 응하였다.

#### 2006년
산체스는 2006년 시즌을 벤치선수로서 시작하였다. 3루수 조 랜다가 5월 6일에 부상을 입을 때 산체스가 그 위치를 차지하였다.
그는 메이저 리그 베이스볼 선수들의 대부분인 2006년 올스타 경기를 위하여 850,000개 이상의 기명 투표를 받았다. 그는 내셔널 리그의 감독 필 가너에 의하여 선택된 예비 선수로서 내셔널 올스타 선수단에 이루었다. 산체스는 에드가르 렌테리아를 대체하는 데 유격에서 5회의 이닝에 게임으로 들어갔다. 그는 화려한 외야 포구를 만들었다. 그는 2루에서 경기를 끝내고 2개의 땅볼로 아웃이 되면서 본루에서 2루를 위한 0루로 갔다.
시즌의 마지막 날에 산체스는 플로리다 말린스의 3루수 미겔 카브레라를 꺾고 그해의 내셔널 리그 타구 타이틀을 우승하였다. 산체스는 1983년 빌 매들록 이래 타구 타이틀을 우승하는 데 첫 파이리츠 선수가 되었다. 산체스는 처음으로 200개의 타구 마크를 도달하였다. 그는 또한 85개의 타점을 가짐은 물론 53개와 함께 2루타를 아웃시키면서 내셔널 리그를 이끌기도 하였다. 그는 27.5%의 직구 퍼센티지에서 메이저 리그를 이끌었다. 그해의 시즌 이후에 산체스는 자신의 육체적 역경을 정복한 공로로 토니 코니글리아로 상을 받았다.
그해의 1월 초순에 그의 버뱅크 고등학교 불독 야구복의 "21번"은 학교와 도시 공무우너에 의하여 주최된 식전에서 영구결번 되었다. 그날은 "프레디 산체스의 날"로 선언되었다. 2007년 1월 산체스는 피츠버그 매거진에 의하여 피츠버그의 가장 아름다운 25명의 사람들 중의 하나로 뽑혔다.

#### 2007년
2007년 산체스는 2루수로 옮겨 호세 카스티요를 대체하였다. 산체스는 후보 선수로서 토니 라 루사에 의하여 선택된 그해의 내셔널 리그 올스타로도 임명되었다. 그는 파이리츠의 단 1명의 올스타였고, 그 일은 자신의 2연속 올스타 경기였다. 그는 .300점 위의 타구 평균과 경력 사상 11개의 홈런과 함께 시즌을 끝냈다.

#### 2008년
2월 5일 파이리츠와 산체스는 다수의 해 밀약으로 동의하였다. 산체스의 새로운 계약은 그에게 파이리츠와 2개의 시즌을 보증하였으며, 2009년 만약 산체스가 확실한 상연 기준을 만난다면 보증이 될 2010년을 위한 클럽의 선택과 산체스의 첫 자유 계약 선수의 해를 차지한 2010년의 선택을 추가하였다. 계약은 산체스에게 18.9 백만 달러를 낼 것이다. 느린 상반기였으나 강한 후반기와 함께 산체스는 2008년 9개의 홈런과 .271점을 타구하였다.

#### 2009년
5월 29일 산체스는 1개의 경기에서 6개의 히트를 쳤으며, 19년의 세월에 파이리츠의 첫 6개의 히트 경기이자 2009년 그렇게 히트를 친 단 하나의 선수로서 텍사스 레인저스의 이언 킨즐러에 가입되었다.
2009년 올스타 경기에서 산체스가 파이리츠의 홀로의 대표 선수였다는 것이 공고된 이후 곧 팀은 산체스를 이적 시장에 승격시키기 시작하였다. 흥미있던 팀들은 샌프란시스코 자이언츠, 콜로라도 로키스, 미네소타 트윈스와 시애틀 매리너스를 포함하였다. 7월 16일 파이리츠가 산체스와 잭 윌슨과 함께 장기적 계약에 대하여 앉아서 이야기하자는 보고가 일어났다. 양선수는 시초의 마련들을 거절하였으나 소문에 의하여 아직도 협상에 열려있었다. 2009년 7월 29일 산체스는 마이너 리그의 투수 팀 올더슨을 위하여 샌프란시스코 자이언츠로 이적되었다.

### 샌프란시스코 자이언츠

#### 2009년
8월 26일 산체스는 팽팽한 왼쪽 어깨로 인하여 15일간 장애자 명단에 들어왔다.
10월 30일 파이리츠와 자이언츠와 함께 111개 이상의 경기들에서 합동된 .293/.326/.416점을 친 후에 산체스는 자이언츠에 남아있는 데 1천 2백만 달러의 2년 계약을 맺었다.

#### 2010년:월드 시리즈 챔피언
2010년에 산체스는 7개의 홈런과 47점을 타구하면서 .292점을 쳤다. 샌프란시스코 자이언츠는 자신들이 2010년 월드 시리즈 타이틀을 우승에서 절정에 달한 시즌에서 92개의 경기들과 내셔널 리그 서부 디비전을 우승하였다. 산체스는 자신의 첫 3개의 월드 시리즈 타수들에서 3개의 2루타를 수집하는 데 역사상 첫 선수가 되었다. 그는 자신의 첫 타수들에서 시초로 2루타를 받아냈으나 2루에서 그의 4연속 정지는 최후로 1루타를 친 것과 실책으로 지배하였다.

#### 2011년
4월 1일 자이언츠는 2012년 6백만 달러를 위한 추가적 해를 맺는 산체스의 계약을 확장시켰다. 6월 10일 산체스는 신시내티 레즈의 2루수 브랜든 필립스에 의한 땅볼을 위하여 뛰어들은 자신의 어깨를 탈구시켰다. 8월 1일 산체스가 시즌을 끝내는 수술을 받을 것이라고 공고하였다.

#### 2012년
산체스는 장애자 명단에 올려지면서 한해를 시작하였다. 2012년 7월 5일 자신의 등 수술을 받은 후 산체스가 시즌의 나머지를 놓칠 것이라고 공고하였다.

#### 은퇴
2015년 12월 21일 자신의 38세 생일에 산체스는 공식적으로 은퇴하였다.

## 가족 관계
산체스와 그의 부인 앨리사는 2명의 아들을 두었으며, 에번(2005년 4월 19일 생)과 라이언(2008년 1월 26일 생)이다.